# Ebergőc
Ebergőc (alemán: Börgötz; 
Ebergötzen) es un pueblo húngaro perteneciente al distrito de Sopron en el condado de Győr-Moson-Sopron, con una población en 2013 de 163 habitantes.
Se conoce su existencia desde 1343 con el nombre de Eburgheuch. Su iglesia es de origen medieval pero fue dañada por los turcos en 1683. Ebergőc perteneció a Röjtökmuzsaj y más tarde a Fertőszentmiklós hasta que en 1990 fue declarada una localidad separada.
Se ubica unos 15 km al sureste de la capital distrital Sopron.